# ING Group

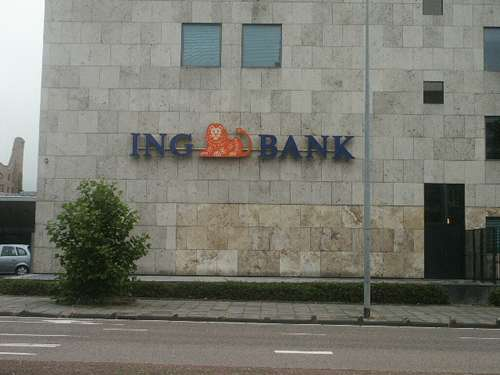
Sigla Băncii

ING Group N.V. (în neerlandeză ING Groep) este o corporație multinațională olandeză din domeniul bancar și al serviciilor bancare, cu sediul central în Amsterdam.

Portocaliu - Companie bancară
Albastru - Companie de asigurări
Verde - Companie de management al activelor

Din 2012, ING Bank se regăsește pe lista băncilor de importanță sistemică globală, iar din 2014 este supravegheată direct de Banca Centrală Europeană. În 2020, ING avea 53,2 milioane de clienți în peste 40 de țări. Compania face parte din indicele bursier Euro Stoxx 50.
ING este o abreviere pentru Internationale Nederlanden Groep („Grupul Internațional al Țărilor de Jos”). Leul portocaliu din logo face trimitere la originile olandeze ale grupului, fiind inspirat de culoarea companiei NN și de logo-ul Postbank N.V.

## Divizii

### Retail banking
Separată de ING Direct, ING oferă retail banking în Australia, China, Turcia (ING Bank A.S.), Spania, România, Polonia (ING Bank Slaski S.A), Țările de Jos, Luxemburg (ING Luxembourg S.A.), Italia, Germania (ING DiBa A.G.), Franța, Belgia (ING België N.V.). ING deține 17% din cea mai mare bancă comercial urbană din China, Bank of Beijing.
În Țările de Jos, ING este cea mai mare bancă de retail după cota de piață și active totale, urmată de Robobank și ABN AMRO.

### Wholesale Banking
ING Wholesale Banking oferă servicii bancare și financiare corporațiilor și altor instituții. Principalul obiectiv geografic al afacerii wholesale sunt Țările de Jos, Belgia, Polonia și România, unde oferă o gamă largă de produse, de la gestionarea numerarului până la finanțarea corporativă.
Divizia de wholesale s-a consolidat în 1995 după preluarea Barings Bank, una dintre cele mai vechi bănci englezești. Până în 2004, divizia de investiții bancare a fost numită ING Barings. Ca și structură, divizia este împărțită în subdiviziuni:
- Finanțe Structurate
- Piețe Financiare
- Servicii de Tranzacționare
- Finanțe Corporative

La 20 ianuarie 2016, divizia de Commercial Banking a fost redenumită în ING Wholesale Banking.
- Austria, Belgia, Bulgaria, Cehia, Franța, Germania, Ungaria, Irlanda, Italia, Olanda, Polonia, Portugalia, România, Rusia (ING Bank (Eurasia) Z.A.O.), Slovacia, Spania, Suedia, Elveția, Turcia, Ucraina (PJSC ING Bank Ukraine), Emiratele Arabe Unite, Regatul Unit, Statele Unite (ING Financial Holdings Corp.), Australia (ING Bank (Australia) Ltd.), Hong Kong, India, Indonezia, Japonia, China, Filipine, Singapore, Coreea de Sud, Taiwan, Vietnam.

### Direct Banking
ING oferă servicii bancare fără sucursale în Australia, Italia, Spania, Germania și Austria. Acestea oferă servicii web, prin telefon, ATM sau prin poștă. Serviciul se concentrează pe clienții cu simple conturi de economii purtătoare de dobândă pentru clienții retail. Inițial create ca ING Direct, aceste sucursale au fost redenumite în ING între 2017 și 2019.

### Business Banking
ING Business Banking oferă servicii bancare companiilor mici și mijlocii. Acesta este prezent în: Belgia, Luxemburg, Țările de Jos, Germania, Turcia.

### Private banking
ING oferă private banking pentru persoanele fizice cu venituri sau averi ridicate în Olanda, Belgia, Luxemburg.

### Foste divizii
- NN Investment Partners
- ING Direct Canada (Vândută băncii Scotiabank pentru 3.13 miliarde dolari canadieni în 2012)
- ING Direct France (Închisă în 2022, iar portofoliul a fost vândut unei subsidiare Societe Generale)
- ING Direct UK (Vândută băncii Barclays în 2012)
- ING Direct USA (Vândută băncii Capital One în 2012)
- ING ADMINISTRAÇÃO LTDA. (Brazilia)
- ING Consulting, S.A. de C.V. (Mexic)
- Payvision Canada Services Ltd. (Canada)
- Payvision Macau Ltd. (Macau)
- PT ING Securities Indonesia (Indonezia)
- ING Mauritius Investment (Mauritius)

## Controverse
În septembrie 2018, ING a fost de acord să plătească 775 de milioane euro pentru a pune capăt unei anchete de spălare a banilor în Olanda.
În septembrie 2020, FinCEN Files a dezvăluit faptul că ING din Polonia a ajutat clienții din Rusia și Ucraina să spele sume uriașe de bani din Rusia.

## ING în România
Grupul ING este prezent pe piața din România ca o sucursală a ING Bank și ING Hub. ING a fost prima bancă internațională care a deschis o sucursală în România după 1989, oferind întreaga gamă de servicii.
ING Bank are 35 de sucursale bancare pentru companii și 184 de unități pentru persoane fizice (februarie 2010). În anul 2007, activele băncii erau de 2,2 miliarde de euro. În anul 2009, ING Bank avea active de 2,8 miliarde euro și a obținut un venit net de 695 milioane de lei.
În noiembrie 2009, ING Bank România se situa în topul primelor 5 bănci de pe piață din segmentul corporate banking, în clasamentul primilor 3 brokeri de pe piața de capital, în top 5 bănci privind numărul de carduri de debit și credit deținute și în top 10 bănci după valoarea activelor gestionate.
ING Fond de Pensii este cel mai mare jucător de pe piața pensiilor private obligatorii (pilon II) din România. În mai 2010, ING Fond de Pensii și-a schimbat numele în ING Pensii Societate de Administrare a unui Fond de Pensii Administrat Privat. În septembrie 2009, compania avea 1,4 milioane de clienți, care corespunde unei cote de piață de 39%. În aprilie 2010, compania deținea active de 1,2 miliarde de lei și 1,6 milioane de clienți. Ulterior, compania a devenit NN Pensii Societate de Administrare a unui Fond de Pensii Administrat Privat.
ING Asigurări de Viață avea o valoare a activelor financiare administrate de 422,4 milioane euro în anul 2009. În anul 2006, cota de piață a ING Asigurări de Viață era de 41,2%. Ulterior, compania a devenit NN Asigurări de Viață.
ING Lease România a intrat pe piața din România în ianuarie 2006 și oferă o gamă de produse care includ leasing imobiliar (finanțări pentru birouri, depozite, unități și puncte de lucru) leasing pentru procurarea echipamentelor (camioane, utilaje de mare tonaj, echipamente electronice, alte bunuri mobile) și leasing pentru autoturisme. Ulterior, compania a fost închisă în 2017.
ING Commercial Finance, divizia de factoring a ING, a fost înființată în noiembrie 2006.Compania oferă, pe lângă finanțare, și servicii de gestionare a portofoliului de creanțe, colectare a creanțelor precum și protecție împotriva riscului de neplată. Ulterior, compania a fost închisă în 2016.
ING Real Estate Investment Management deține în România centrul comercial Felicia Shopping Center din Iași, achiziționat în anul 2007 pentru suma de 40 milioane de euro. Ulterior firma a fost redenumită în Cbre Global Investors Romania și apoi închisă în 2017.